# Christina Noble
Christina Noble est une Irlandaise connue pour ses œuvres caritatives pour la défense des droits des enfants. Elle a fondé en 1989 la Christina Noble Children's Foundation (en). 

## Biographie
Chirstina Noble est née le 23 décembre 1944, à Dublin en Irlande. Sa mère est décédée lorsqu'elle avait dix ans, et elle fut envoyée dans un orphelinat. Lui mentant, il lui a été dit que ses trois frères et sœurs étaient morts également. Elle y échappa mais eut une enfance difficile à Dublin, où elle subit un viol collectif. Son fils nouveau-né fut adopté, contre sa volonté. Elle se maria et eut trois autres enfants, mais était victime de violence conjugale,.
Elle visita le Vietnam pour réaliser son souhait de prendre soin des enfants défavorisés. Ceci l'amena à créer la Christina Noble Children's Foundation (en).
Elle est Officier de l'Ordre de l'Empire britannique. 
En 2015, le film Christina Noble raconte son engagement auprès des enfants au Vietnam.